# Militärflugplatz Malbork

i7
i11
i13
Die 22. Baza Lotnictwa Taktycznego (22. Taktischer Luftstützpunkt) ist ein Militärflugplatz der polnischen Luftstreitkräfte (Siły Powietrzne Rzeczypospolitej Polskiej). Die Basis liegt in der Woiwodschaft Pommern im Powiat Malborski (Landkreis Marienburg) etwa sechs Kilometer östlich des Zentrums von Malbork/Marienburg. Sie ist Heimatbasis der polnischen MiG-29-Abfangjäger.

## Geschichte

### Flugplatz und Einsatzhafen Marienburg
Im Jahr 1929 wurde beim damaligen Königsdorf (heute Królewo) ein ziviler Flugplatz für Marienburg eröffnet. Dieser wurde 1934 von der Luftwaffe übernommen. Am Rande des Flugplatzes entstand 1939 ein Produktionswerk des Bremer Flugzeugbauers Focke-Wulf. Dort wurden während des Zweiten Weltkrieges ungefähr die Hälfte aller gebauten Focke-Wulf Fw 190 montiert. In der Nähe befand sich ein Kriegsgefangenenlager, das Stalag XX-B.
Das Industriegebiet bei Marienburg samt Flugzeugwerk und Flugplatz war am 9. Oktober 1943 und am 9. April 1944 zweimal Ziel von Luftangriffen durch jeweils knapp 100 Boeing B-17 der US-amerikanischen Eighth Air Force. Die Luftwaffe selbst nutzte den von ihr als Einsatzhafen klassifizierten Flugplatz kaum, lediglich in der zweiten Januarhälfte 1945 während der Schlacht um Ostpreußen lagen hier für wenige Tage Bf 109G/K der III. Gruppe des Jagdgeschwaders 1 (III./JG 1).

### 41. Pułk Lotnictwa Myśliwskiego (41. Kampfflugzeug-Regiment)
Nach dem Krieg wurde aus Marienburg Malbork und dem früheren Focke-Wulf-Werksflugplatz ein Stützpunkt sowjetischer und polnischer Fliegereinheiten.
Im Jahr 1952 wurde Malbork Stützpunkt des 41. Kampfflugzeug-Regiments, 41. Pułk Lotnictwa Myśliwskiego. Das Regiment flog zunächst die MiG-15 und später die MiG-17. Die Umrüstung auf die MiG-21 erfolgte 1964. Neben den fliegenden Staffeln gehörten auch nichtfliegende Einheiten zum Regiment.

### 22. Baza Lotnictwa Taktycznego (22. Taktische Fliegerbasis)
Die MiG-21 „überlebten“ das Ende des Warschauer Pakts und im Vorfeld des polnischen NATO-Beitritts Polens wurden die Streitkräfte umorganisiert und das 41. Regiment wurde im Jahr 2001 aufgelöst.
In Malbork wurde die 22. Baza Lotnicza (22. Fliegerbasis), ab 2010 22. Baza Lotnictwa Taktycznego (22. BLT), gegründet und dieser die 41. Taktische Fliegerstaffel, 41. Eskadra Lotnictwa Taktycznego (41. elt) unterstellt. Neben der fliegenden Gruppe mit der 41. Staffel unterstehen der Basis die den Flugbetrieb unterstützenden Gruppen.
Die letzten MiG-21 wurden 2003 außer Dienst gestellt und im Jahr des polnischen NATO-Beitritts begann 2004 der Flugbetrieb mit Ex-Luftwaffe-MiG-29B/UB (G/GT), die bereits dem NATO-Standard entsprachen. Im Zuge der weiteren Modernisierung wurden Ende 2022 Polens verbliebene MiG-29 inklusive der zuvor in Mińsk stationierten Exemplare in Malbork zusammengezogen.
Ende April 2014 verlegte die französische Armée de l’air als Folge der Annexion der Krim durch Russland im Rahmen des „Air Policing Baltikum“ erstmals vier Rafale nach Malbork. Dem französischen Kontingent folgten noch einige weitere (Details siehe auf „Air Policing Baltikum“). Später wurden hieraus teilweise Trainingsmissionen, zum Beispiel im Frühjahr 2019 und Herbst 2020 für je zwei Monate durch portugiesische F-16. Ab 2021 kam es aufgrund der Eskalation des Kriegs in der Ukraine seit 2014 im Rahmen eines „enhanced Air Policings“ (eAP) erneut zu zeitweiligen Verstärkungen der Mission.

## Heutige Nutzung
Die Basis beherbergt zurzeit (2023):
- 41 Eskadra Lotnictwa Taktycznego (41 ELT), taktische Staffel, ausgerüstet mit  ehemaligen MiG-29G/GT der Luftwaffe (seit 2004) und zusätzlich MiG-29M/UBM (seit 2023)[3]

Der Flugplatz wird daneben nach wie vor für zeitweise Verlegungen kleinerer NATO-Kontingente im Rahmen des enhanced Air Policing Baltikum genutzt.